# Isobel Elsom
Isobel Elsom, född 16 mars 1893 i Cambridge, Cambridgeshire, död 12 januari 1981 i Woodland Hills, Los Angeles, Kalifornien, var en brittisk skådespelare. Hon filmdebuterade 1915 och medverkade sedan som huvudrollsinnehavare i ett flertal brittiska stumfilmer. Hon debuterade på Broadway 1926 och medverkade i produktioner där fram till 1957. Från 1940-talet var hon även karaktärsskådespelare i Hollywoodfilmer.

## Filmografi, urval
- 1941 – Skuggornas hus
- 1942 – Bröllop i Buenos Aires
- 1943 – Till nu och för evigt
- 1944 – Till främmande hamn
- 1947 – Spöket och Mrs. Muir
- 1947 – En skugga faller
- 1947 – En mans brott
- 1947 – En kvinnas hemlighet
- 1949 – Den stängda trädgården
- 1956 – 23 steg till Baker Street
- 1956 – Han som älskade livet
- 1964 – My Fair Lady

## Teater

### Roller
| År   | Roll           | Produktion                         | Regi           | Teater                                     |
| ---- | -------------- | ---------------------------------- | -------------- | ------------------------------------------ |
| 1926 | Julia Price    | The Ghost Train Arnold Ridley      | Norman Houston | Eltinge 42nd Street Theatre, New York, USA |
| 1927 | Anne Lancaster | The Mulberry Bush Edward Knoblauch | Clifford Brook | Theatre Republic, New York, USA            |